# 20392 Mikeshepard
20392 Mikeshepard là một tiểu hành tinh vành đai chính với chu kỳ quỹ đạo là 1799.7105166 ngày (4.93 năm).
Nó được phát hiện ngày 19 tháng 6 năm 1998.